# 苏格兰启蒙运动

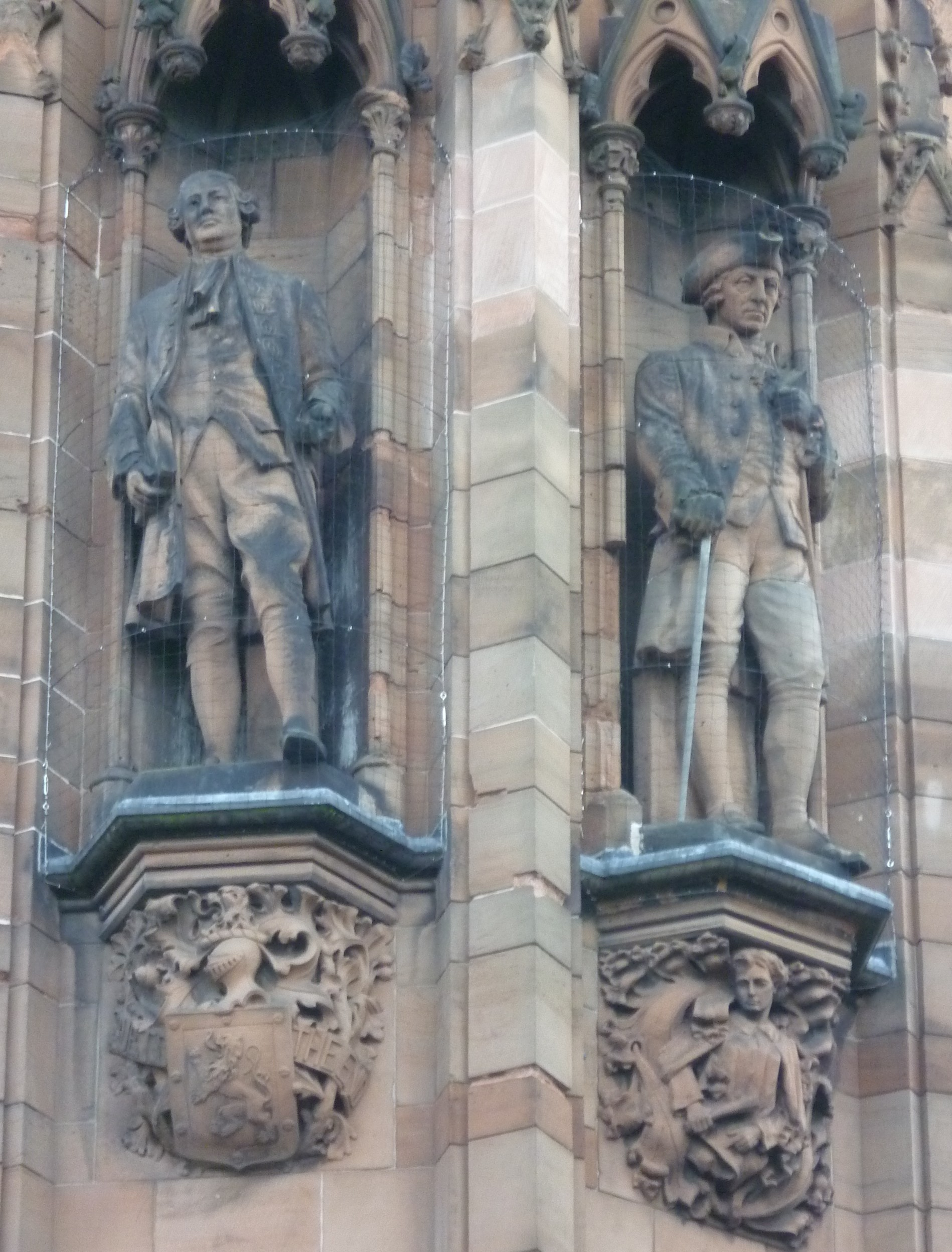
亞當·史密斯（左）和大衛·休謨（右）的塑像，位於蘇格蘭國立肖像美術館

蘇格蘭啟蒙運動是18世紀至19世紀初蘇格蘭的一個時期，其學術和科學成就大量湧現。到18世紀，蘇格蘭在低地擁有教區學校網絡，並擁有四所大學。
蘇格蘭啟蒙運動的思想家們在同一時期分享了歐洲啟蒙運動的人本主義和理性主義觀點。在蘇格蘭，啟蒙運動的特點是徹底的經驗主義和實用性，其主要價值是對個人和整個社會的改善，美德和實際利益。
當時迅速發展的領域包括哲學，政治經濟學，工程學，建築學，醫學，地質學，考古學，植物學和動物學，法律，農業，化學和社會學。
蘇格蘭啟蒙運動的影響遠遠超出了蘇格蘭，這不僅是因為蘇格蘭人對蘇格蘭成就的尊重。

## 背景
1707年與英國的聯合意味著蘇格蘭議會的結束。議員，政客，貴族移居倫敦。但是，蘇格蘭法律仍然與英國法律完全分開，因此民法法院，律師和法學家仍留在愛丁堡。蘇格蘭教會的總部和領導層以及大學和醫療機構也都保留了下來。律師和神職人員與教授，知識分子，醫務人員，科學家和建築師一起，形成了一個新的中產階級精英階層，他們統治了蘇格蘭的城市並為蘇格蘭的啟蒙運動提供了便利。

### 經濟增長
在1707年的聯合中，英格蘭的人口大約是蘇格蘭的五倍，財富大約是蘇格蘭的36倍。蘇格蘭經歷了經濟擴張，使其得以彌合這一差距。
國際貿易的主要變化是美洲市場的迅速發展。格拉斯哥從這一新貿易中特別受益。最初是向殖民地提供製成品，後來成為煙草貿易的重點。從事這項有利可圖的生意的商人成為了富有的煙草領主，他們在整個18世紀的大部分時間裡都統治著這座城市。在這一時期，銀行業也發展起來。始建於1695年的蘇格蘭銀行涉嫌同情詹姆斯党，因此，與之競爭的蘇格蘭皇家銀行也於1727年成立。當地銀行開始在格拉斯哥和艾爾建立。這些使資本可用於商業以及改善道路和貿易。

## 歷史
從社会历史背景上來看，苏格兰启蒙运动不同于法、德等欧陆启蒙运动最为显著而独特的方面，那应该就是苏格兰启蒙运动是一场政治转型和宗教改革已然完成的「後革命啓蒙」。《1707年联合法案》通过以后，苏格兰在世界上的地位彻底改变了。随着宗教改革的完成，许多苏格兰学者开始在欧洲大陆的大城市授课，但随着大英帝国的诞生和快速扩张，在苏格兰本土进行了哲学思想上的反思，诞生了数量众多的思想家。这使得苏格兰这个西欧最为贫穷、偏远的国家引起了世界的注意，迅速成为欧洲文明的一股强大势力。
到1750年時，蘇格蘭人是當時歐洲最有教養的市民，識字率高達75%。閱讀是當時主流的文化風氣，而蘇格蘭的啓蒙知識分子，在以阿盖尔公爵為首的地主與商人之統治階層的穩定與持續的資助下， 生活在一个紧密的社会与学术圈子里，组织了许多社团、学会、俱乐部，諸如愛丁堡的擇優學會(The Select Society)、拔火棍俱樂部(The Poker Club)、文學會(Literary Society)、政治经济俱乐部(the Political Economy Club)、哲学学会(Philosophy Society)等，形成了异常活跃的进行思想传播与论辩的“公共领域”，斯莫特(Smout)幽默地称其为“交流的头脑”(cross-fertilisation of minds)。
苏格兰通过和在大英帝国内的自由贸易获得了经济上的优势，又通过自古典时期就建立起来的第一个欧洲公共教育系统获得了教育上的优势。各方面的复苏使得苏格兰思想家开始怀疑那些约定俗成的假设，在启蒙运动中开辟了自己的人文主义实践道路。伏尔泰这么评价说：我们通过苏格兰看到了所有那追求文明的信念。

## 代表人物

### 哈奇森
哈奇森是苏格兰启蒙运动中第一个主要思想家，他在1729年到1746年间任格拉斯哥大学哲学教授，对后来的苏格兰大思想家们起到了重大影响。他作为一个道德哲学家持有和霍布斯不同的意见，反对霍布斯的信徒休谟，为苏格兰思想找到了一条新的道路。哈奇森对世界作出的主要贡献在于他的功利主义思想，他的结果主义准则是将最高的快乐带给最多的人。

### 休谟
大卫·休谟本人被认为是苏格兰启蒙运动乃至整个西方哲学史中最重要的人之一，他的道德哲学胜过了哈奇森，他对政治和经济的研究鼓舞了他的好友亚当·斯密做了更为细致的工作。休谟对苏格兰启蒙运动的实践性质有着很大的影响，他关心知识的本质，发展了关于实证、经验和因果律的观点，其中大多都带有科学方法的要素。现代很多关于科学和宗教之间的观点也是由他发展起来的。

### 斯密
如果休谟主要关注哲学较少研究经济的话，他的观点仍然引发了后来经济领域中的重要著作。跟随休谟对自由贸易极富热情的辩护，亞當·史密斯发展了这一观点，并于1776年发表了被认为是现代经济学的首部作品《国富论》。这部著作首次提出政治经济的研究，并创造了沿用到马克思时代的社会学，发表后瞬间影响了英国的经济政策，并在21世纪中对全球化和关税问题的探讨仍然发挥作用。

## 人类科学
苏格兰启蒙运动的思想家发展了一种建立在休谟关于道德哲学和人类本性的作品之上的“人类科学”（science of man）。这种风格表现于詹姆斯·伯尼特（James Burnett，Lord Monboddo）、亚当·福格森、约翰·米勒(John Millar)和威廉·罗伯逊（William Robertson）的作品中，他们都带着一种现代性的眼光重组了对远古文化中人类行为的科学研究。记录了许多苏格兰启蒙运动中的观点的组织是爱丁堡的扑克俱乐部（The Poker Club）。

## 其他影响
苏格兰启蒙运动之后从哲学和经济的研究转向了个别的科学领域。转向的先驱是詹姆斯·安德森（James Anderson），对农学有着兴趣的医生。建筑师亚当兄弟，完成了欧洲最完善的都市计划：爱丁堡的新城区。他们发明了日后对全欧洲影响巨大的严格、纯粹的新古典主义。苏格兰人不仅将新古典主义普及化，来自苏格兰的作家司各特爵士让哥德式的中世纪在浪漫人士留下了深刻印象。
一般认为苏格兰启蒙运动结束于这种转向（18世纪末），但苏格兰对英国科学文化之后50年的的巨大影响仍然是值得注意的，这些著名的人物有：近代地质学之父詹姆斯·哈顿、发明了蒸气机的詹姆斯·瓦特、工程师威廉·默多克（William Murdoch）、物理学家麦克斯韦等等。这对一个人口不多的小国来说的确不简单，司各特爵士曾这么评论道：身为苏格兰人，我必须靠着双手打天下。十八、十九世纪的苏格兰历史，是辛苦得来的胜利和令人心酸的悲剧，成就伴随着抛头颅、洒热血。